# ساختمان کانتیننتال
ساختمان کانتیننتال (به انگلیسی: Continental Building) (با نام سابق برلی بلاک (به انگلیسی: Braly Block)) ساختمانی واقع در کالیفرنیا، ایالات متحده آمریکا است و ساخت آن در سال ۱۹۰۳ به پایان رسید. مساحت زیربنای آن ۸۶٬۳۰۰ فوت مربع (۸٬۰۲۰ متر مربع)، تعداد طبقاتش ۱۳ است. ۴۶ متر ارتفاع و ۱۳ طبقه، ساختمان بلند مرتبه مسکونی در خیابان ۴۰۸ ساوت اسپرینگ (south spring) در منطقه تاریخی لوس آنجلس، کالیفرنیا است. هنگامیکه ساختمان در سال ۱۹۰۳ تکمیل شد، اولین ساختمان بلند شهر بود و تا سه سال بلندترین باقی ماند. مدتی بعد از آن انجمن شهر لوس آنجلس، محدودیت ارتفاع ۴۶ متر را برای ساختمان‌های آینده به صورت قانون وضع کردند که این قانون تا سال ۱۹۵۰ باقی ماند. ساختمان کانتیننتال بخشی از منطقه مالی خیابان اسپرینگ است که در مکان‌های تاریخی ثبت ملی قرار می‌گیرد.